# Con O’Neill (Schauspieler)

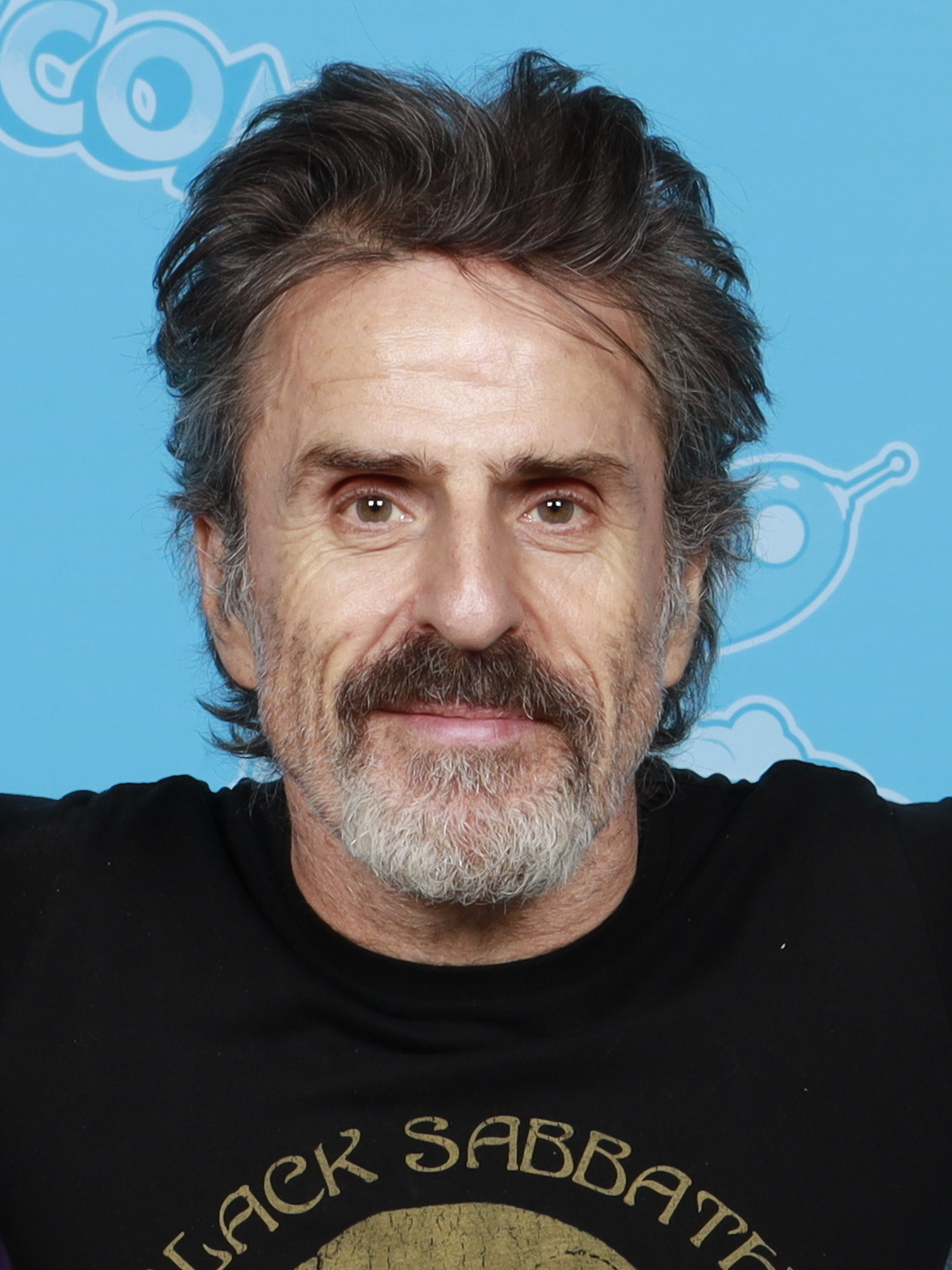
Con O’Neill (2024)

Con O’Neill (* 15. August 1966 in Weston-super-Mare, Somerset) ist ein britischer Schauspieler und Musicaldarsteller.

## Leben
Der in der englischen Grafschaft Somerset geborene O’Neill wuchs in Upholland nahe Skelmersdale auf. Er begann seine Schauspielkarriere am Liverpooler Everyman Youth Theatre.
Er trat ab Mitte der 1980er Jahre in britischen Fernsehproduktionen und am Theater auf. Seit 1986 übernahm O’Neill die Rolle des Mickey Johnstone in diversen Inszenierungen von Willy Russells Musical Blood Brothers. Seine darstellerische Leistung in dieser Rolle in der Inszenierung am Londoner Albery Theatre brachte ihm bei den Laurence Olivier Awards 1988 die Auszeichnung für die Outstanding Performance of the Year by an Actor in a Musical ein. Die gleiche Rolle übernahm O’Neill auch von 1993 bis 1995 in der Broadway-Inszenierung des Stücks. Für diese Darstellerleistung wurde er bei den Tony Awards 1993 als Bester Hauptdarsteller in einem Musical nominiert.
Im Jahr 2005 übernahm er im Bühnenstück Telstar von Nick Moran und James Hicks die Rolle des Musikproduzenten und Songwriters Joe Meek. Das Stück wurde später auch York, Darlington, Guildford, Eastbourne, Manchester und London auf die Bühne gebracht. Unter der Regie von Nick Moran entstand 2008 eine Filmadaption des Theaterstücks mit dem Titel Telstar: The Joe Meek Story, in der Con O’Neill erneut die Rolle des Meek übernahm.
2019 war O’Neill in der Miniserie Chernobyl als Konstruktionsleiter des Kernkraftwerkes Tschernobyl Wiktor Brjuchanow zu sehen. In der Comicverfilmung The Batman trat er 2022 als Chief Mackenzie Bock auf.

## Filmografie
- 1983: One Summer (Miniserie, 2 Episoden)
- 1984: Brookside (Fernsehserie, 1 Episode)
- 1984: Travelling Man (Fernsehserie, 1 Episode)
- 1989: The Bill (Fernsehserie, 1 Episode)
- 1989: Norbert Smith, a Life (Fernsehfilm)
- 1990: Die Nacht davor (Dancin′ Thru the Dark)
- 1990: The Lilac Bus (Fernsehfilm)
- 1991: Inspektor Morse, Mordkommission Oxford (Inspector Morse, Fernsehserie, 1 Episode)
- 1993: Casualty (Fernsehserie, 1 Episode)
- 1993: The Riff Raff Element (Fernsehserie, 2 Episoden)
- 1994–1995: Moving Story (Fernsehserie, 13 Episoden)
- 1995: Pie in the Sky (Fernsehserie, 1 Episode)
- 1995: 3 Steps to Heaven (Fernsehfilm)
- 1995: The Perfect Match (Fernsehfilm)
- 1996: Soldier Soldier (Fernsehserie, 1 Episode)
- 1997: Wycliffe (Fernsehserie, 1 Episode)
- 1997: The History of Tom Jones, a Foundling (Miniserie, 1 Episode)
- 1997: Heartbeat (Fernsehserie, 1 Episode)
- 1997: Peak Practice (Fernsehserie, 1 Episode)
- 1998: Kreuz und queer (Bedrooms and Hallways)
- 1998: Cider with Rosie (Fernsehfilm)
- 1999: The Last Seduction II
- 1999: Always and Everyone (Fernsehserie, 4 Episoden)
- 1999: Real Women (Fernsehserie, 4 Episoden)
- 1999: Real Women II (Fernsehserie)
- 2001: Waking the Dead – Im Auftrag der Toten (Waking the Dead, Fernsehserie, 2 Episoden)
- 2002: Der Preis des Verbrechens (Trial & Retribution, Fernsehserie, 2 Episoden)
- 2003: In Deep (Fernsehserie, 2 Episoden)
- 2003: Doctors (Fernsehserie, 1 Episode)
- 2003: Tattoo Mum – Eine magische Mutter (The Illustrated Mum, Fernsehfilm)
- 2004: Murder City (Fernsehserie, 1 Episode)
- 2004: Wipe Out (Fernsehfilm)
- 2005: The Stepfather (Fernsehfilm)
- 2005: My Hero (Fernsehserie, 1 Episode)
- 2005: Ultimate Force (Fernsehserie, 1 Episode)
- 2005: What′s Your Name 41?
- 2007: Learners (Fernsehfilm)
- 2008: Criminal Justice (Fernsehserie, 5 Episoden)
- 2008: Telstar: The Joe Meek Story
- 2009: Margot (Fernsehfilm)
- 2010: The Kid
- 2011: Bash Street
- 2012: Lewis – Der Oxford Krimi (Lewis, Fernsehserie, 1 Episode)
- 2012: Kommissar Wallander: Ein Mord im Herbst (Wallander – An Event in Autumn)
- 2012: Coming Up (Fernsehserie, 1 Episode)
- 2012: Frank
- 2012–2017: Uncle (Fernsehserie, 12 Episoden)
- 2013: Inspector Barnaby (Midsomer Murders, Fernsehserie, 1 Episode)
- 2013: Die Bibel (The Bible, Miniserie, 1 Episode)
- 2013: Life of Crime (Miniserie, 2 Episoden)
- 2015: Banana (Miniserie, 1 Episode)
- 2015: Cucumber (Miniserie, 5 Episoden)
- 2016, 2023: Happy Valley – In einer kleinen Stadt (Happy Valley, Fernsehserie, 11 Episoden)
- 2016: The Tunnel – Mord kennt keine Grenzen (The Tunnel, Fernsehserie, 3 Episoden)
- 2016: Ordinary Lies (Fernsehserie, 6 Episoden)
- 2016: Class (Fernsehserie, 2 Episoden)
- 2017: Riot
- 2017: Harlots – Haus der Huren (Harlots, Fernsehserie, 2 Episoden)
- 2019: Cleaning Up (Fernsehserie, 3 Episoden)
- 2019: Queens of Mystery (Fernsehserie, 2 Episoden)
- 2019: Chernobyl (Miniserie, 3 Episoden)
- 2019: Wild Bill (Fernsehserie, 1 Episode)
- 2019: Ladhood (Fernsehserie, 1 Episode)
- 2020: Cobra (Fernsehserie, 4 Episoden)
- 2021: Vengeance Is Mine
- 2022: The Batman
- 2022–2023: Our Flag Means Death (Fernsehserie, 16 Episoden)
- 2022: The Outing (Kurzfilm)
- 2022: Without Sin (Miniserie, 1 Episode)
- 2023: Nolly (Miniserie, 3 Episoden)
- 2024: The Penguin (Miniserie)

## Theatrografie
- 1986–1988: Blood Brothers (Bristol Hippodrome, Bristol)
- 1988–1991: Blood Brothers (Albery Theatre, London)
- 1991–1992: The Fastest Clock in the Universe (Hampstead Theatre, London)
- 1992–1993: Blood Brothers (Liverpool Playhouse, Liverpool)
- 1993: Blood Brothers (The Royal Alexandra Theatre, Toronto)
- 1993–1995: Blood Brothers (Music Box Theatre, New York City)
- 2001–2002: Mother Clap’s Molly House (diverse Bühnen)
- 2005: Telstar (diverse Bühnen)
- 2006: Southwark Fair (National Theatre, London)
- 2008: The Female of the Species (Vaudeville Theatre, London)
- 2010: Salome (Oxford Playhouse, Oxford)
- 2015: Educating Rita (Liverpool Playhouse, Liverpool)